# Есинская
Есинская — деревня в Вожегодском районе Вологодской области.
Входит в состав Мишутинского сельского поселения, с точки зрения административно-территориального деления — в Мишутинский сельсовет.
Расстояние по автодороге до районного центра Вожеги — 72 км, до центра муниципального образования Мишутинской — 6 км. Ближайшие населённые пункты — Алферьевская, Лощинская, Глазуновская, Тимонинская.
По переписи 2002 года население — 21 человек (13 мужчин, 8 женщин). Всё население — русские.